# Jacob Wukie
Jacob Wukie (n. 11 mai 1986, Massillon⁠(d), Ohio, SUA) este un arcaș ce a reprezentat Statele Unite ale Americii, medaliat olimpic. A participat la 2 ediții ale Jocurilor Olimpice (2012, 2020) în care a câștigat o medalie de argint.